# Жан-Клод Лемуль
Жан-Клод Лемуль (фр. Jean-Claude Lemoult, нар. 28 серпня 1960, Нефшато) — французький футболіст, що грав на позиції півзахисника.
Виступав, зокрема, за клуб «Парі Сен-Жермен», а також національну збірну Франції.
Чемпіон Франції. Триразовий володар Кубка Франції. У складі збірної — олімпійський чемпіон.

## Клубна кар'єра
У дорослому футболі дебютував 1976 року виступами за команду «Парі Сен-Жермен», в якій провів десять сезонів, взявши участь у 217 матчах чемпіонату. Більшість часу, проведеного у складі «Парі Сен-Жермен», був основним гравцем команди.
Протягом 1986—1991 років захищав кольори клубу «Монпельє». За цей час виборов титул володаря Кубка Франції.
Завершив ігрову кар'єру у команді «Нім-Олімпік», за яку виступав протягом 1991—1993 років.

## Виступи за збірну
У 1983 році дебютував в офіційних матчах у складі національної збірної Франції.
Загалом протягом кар'єри в національній команді, яка тривала 1 рік, провів у її формі 2 матчі.

## Титули і досягнення
- Чемпіон Франції (1):

«Парі Сен-Жермен»: 1985–1986
- Володар Кубка Франції (3):

«Парі Сен-Жермен»: 1981–1982, 1982–1983
«Монпельє»: 1989–1990
- Олімпійський чемпіон (1): 1984